# Blang Seguci
Blang Seguci is een bestuurslaag in het regentschap Aceh Timur van de provincie Atjeh, Indonesië. Blang Seguci telt 366 inwoners (volkstelling 2010).